# Assi Dayán
Asaf "Assi" Dayán (Nahalal, Israel, 23 de noviembre de 1945-Tel Aviv, Israel, 1 de mayo de 2014) fue un director de cine, actor, guionista y productor israelí.

## Vida personal
Assi Dayán era el hijo menor del general israelí y Ministro de Defensa Moshe Dayán y la activista por la paz Ruth Dayán (née Schwartz). Tenía dos hermanos: la política y autora Yael Dayán, nacida en 1939, y el escultor Ehud (Udi) Dayán, nacido en 1942. Después del servicio militar y el estudio de la filosofía y la literatura inglesa en la Universidad Hebrea de Jerusalén, se embarcó en una carrera como actor de cine, que con el tiempo también lo condujo a la dirección.

## Carrera como actor
En 1967, Dayán se consolidó como actor de cine y un icono israelí en He Walked Through the Fields, de Yossi Milo, adaptación de la novela y la obra de Moshe Shamir. Ese año, apareció en Scouting Patrol de Micha Shagrir, que se trataba acerca de los combatientes de élite en una misión para capturar al comandante de un escuadrón de fedayines. En 1969, Dayán coprotagonizó la película estadounidense A Walk with Love and Death, ambientada en la Francia medieval y dirigida por John Huston, en la que interpreta junto a la hija de Huston, Angelica. Assi interpretó a Giora Geter, propietario de un bar de Tel Aviv, cuya vida se desmorona, en Into the Night.

## Filmografía

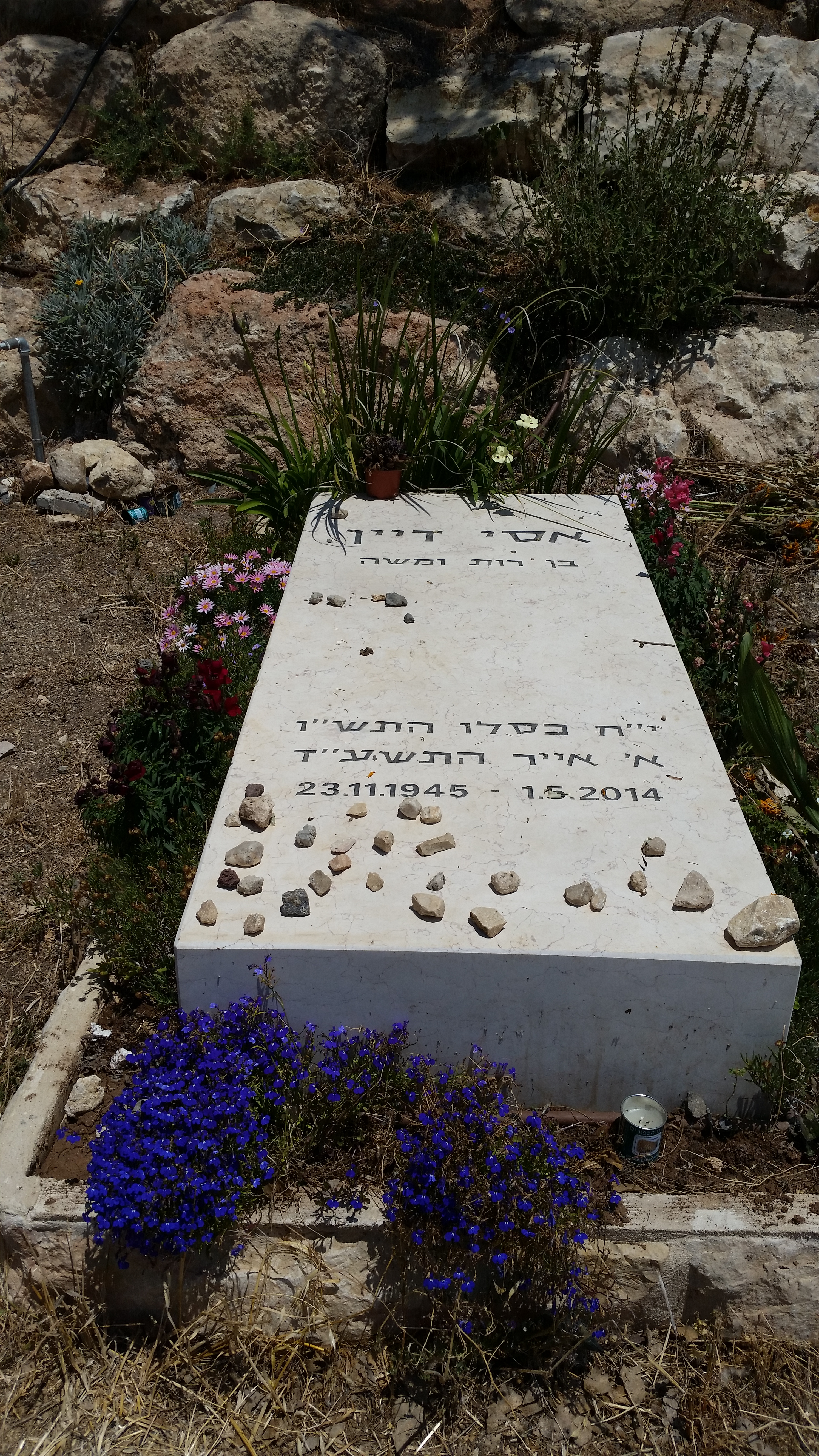
Sepultura de Dayan en Nahalal

- The Day the Fish Came Out (1967) - Tourist
- Sayarim (1967)
- He Walked Through the Fields (1967) - Uri
- Hamisha Yamim B'Sinai (1968) - Jossi
- A Walk with Love and Death (1969) - Heron of Fois
- Moto Shel Yehudi (1969) - David Shimon
- Scouting Patrol (1969) - Boy
- Promise at Dawn (1970) - Romain
- Shlosha V'achat (1974)
- The Sell Out (1976) - Lt. Elan
- Halfon Hill Doesn't Answer (1976, director)
- Operation Thunderbolt (1977) - Shuki
- The Uranium Conspiracy (1978) - Dan
- Moments (1979) - Avi
- The Hit (1979, director)
- Ha-Ish She Ba Lakahat (1982)
- Tell Me That You Love Me (1983) - Jonathan
- Beyond the Walls (1984) - Assaf
- Into the Night (1985) - Giora
- The Delta Force (1986) - Raffi Amir
- Ha-Tov, HaRa, VeHaLo-Nora (1986)
- Après le vent des sables (1987)
- Ha-Yanshouf (1988) - Amnon
- Z'man Emet (1991)
- Brev til Jonas (1992)
- Life According to Agfa (1992, director)
- Zihron Devarim (1995) - Caesar
- An Electric Blanket Named Moshe (1995, director)
- No Names on the Doors (1997) - Uzi
- The 92 Minutes of Mr. Baum (1997, director) - Mickey Baum
- Time of Favor (2000) - Rabbi Meltzer
- Odot Ha-Monitin (2001)
- Zimzum (2001) - Uriel Morag
- Things Behind the Sun (2001)
- Ha-Shiva MeHodu (2002) - Abraham Lazar
- Campfire (2004) - Motkeh
- Ha-Bsora Al-Pi Elohim (2004) - God
- Lemarit Ain (2006) - Rephael
- BeTipul (2005-2008, TV Series) - Re'uven Dagan
- Bekarov, Yikre Lekha Mashehu Tov (2006) - Avram / ex-communist
- Things Behind the Sun (2006) - Itzhak
- My Father, My Lord ("Summer Vacation") (2007) - Rabbi Abraham Eidelmann
- Meduzot (2007) - Eldad
- Rak Klavim Ratzim Hofshi (2007)
- Love Life (2007) - Dean Ross
- Real Time (2008)
- Dr. Pomerantz (2011, director) - Dr. Yoel Pomerantz
- Finita La Commedia (2019) - Beethoven (final film role)